# Жук, Алексей Романович
Алексе́й Рома́нович Жук (2 марта 1980, Гродно, Белорусская ССР, СССР) — белорусский гандболист, вратарь.

## Спортивная карьера
Многократный чемпион Белоруссии в составе СКА (Минск), серебряный призёр молодёжного чемпионата Европы 2000 года, лучший вратарь молодёжного чемпионата Европы 2000 года.
Неоднократно признавался лучшим голкипером чемпионата Белоруссии. Член национальной сборной Беларуси, выступал под номером 16.

## Достижения
- Серебряный призёр молодёжного чемпионата Европы (2000 год).
- Лучший вратарь молодёжного чемпионата Европы 2000 года.
- Чемпион мира по пляжному гандболу.
- Чемпион мира среди военнослужащих.
- 2004—2006 г. — серебряный призёр Республики Беларусь.
- 2008—2009 г. — бронзовый призёр Республики Беларусь.